# 南木曽町立蘭小学校
南木曽町立蘭小学校（なぎそちょうりつ あららぎしょうがっこう）は、長野県木曽郡南木曽町吾妻蘭に所在した公立小学校。2007年（平成19年）3月をもって、新「南木曽小学校」に統合された。

## 校歌
1937年（昭和12年）2月制定
- 作曲: 岡庭時雄
- 作詞: 山田清

## 沿革

### 年表
- 1873年（明治6年） - 蘭学校設置。
- 1886年（明治19年） - 小学校令により吾妻村の妻籠学校が本校、蘭学校が支校となった。
- 1890年（明治23年） - 改正小学校令が公布され、小学校の維持責任は市町村にあることが明確にされた。同年教育に関する勅語が発布され、妻籠学校蘭支校の名称は蘭尋常小学校と改称され、三学級を擁する独立の小学校となった。
- 1901年（明治34年）4月 - 高等科2ヶ年を併設して蘭尋常高等小学校が開設。校舎の関係で尋常四年生と高等科全員は長延寺の建物での住まいとなった。明治40年には小学校令が改正され、尋常科六年、その上に高等科2ヶ年が置かれた。しかし校舎の関係で明治41年4月からは高等科を廃止して尋常科六年六学級のみの蘭尋常小学校に戻った。
- 2006年（平成18年）6月3日 - FBI長野県春花壇表彰式で特別賞の総理大臣賞に輝く。
- 2006年（平成18年）9月16日 - 閉校記念大運動会。
- 2006年（平成18年）12月 - 閉校記念音楽会。
- 2007年（平成19年）3月3日 - 蘭小学校開校記念式典。
- 2007年（平成19年）3月31日 - 蘭小学校閉校。

## 主な進学先
- 南木曽町立南木曽中学校

## 跡地利用
2009年（平成21年）4月から2014年（平成26年）3月までヒューマンアカデミー高等学校が旧校地を使用していた。
その後、愛知県知立市の山本学園が2020年（令和2年）に旧校地を利用して緑誠蘭高等学校を開校している。